# Голуболицый туканет
Голуболицый туканет (лат. Aulacorhynchus sulcatus) — вид птиц из семейства тукановых. Выделяют три подвида.

## Подвиды и распространение
Выделяют три подвида:
- Aulacorhynchus sulcatus sulcatus (Swainson, 1820) — север Венесуэлы
- Aulacorhynchus sulcatus erythrognathus Gould, 1874 — северо-восток Венесуэлы
- Aulacorhynchus sulcatus calorhynchus Gould, 1874 — северо-запад Венесуэлы и северо-восток Колумбии

## Описание
Голуболицый туканет достигает размеров около 35 см, весит 150—200 г. Подобен изумрудному туканету как внешностью, так и поведением, но обитает обычно в более низких высотных поясах гор, при этом непосредственно в предгорья с их жарким климатом эти птицы спускаются очень редко. Тем не менее, практически на всём протяжении ареала этого вида его можно встретить в горных лесах, где обитает также изумрудный туканет в диапазоне 1600—2000 метров над уровнем моря. Держатся парами или небольшими стайками. Птицы не строят собственных гнёзд как и изумрудные туканеты, но занимают заброшенные гнёзда дятлов.

## Образ жизни
Питаются фруктами, насекомыми, яйцами птиц и птенцами. Сообщалось о целенаправленных визитах к гнёздам других птиц.